# Nationaal park Jigme Dorji
Het Nationaal park Jigme Dorji is een nationaal park in het noordwesten van Bhutan. Het park is vernoemd naar Jigme Dorji Wangchuck, een vroegere koning van Bhutan. Het is het een-na-grootste nationale park van Bhutan.

## Geschiedenis
Het park werd opgericht in 1974 en strekt zich uit over een gebied van 4316 km², waardoor het alle drie de klimaatzones van Bhutan beslaat, variërend in hoogte van 1.400 tot meer dan 7.000 meter. In het park leven ongeveer 6.500 mensen, van zelfvoorzieningslandbouw en veeteelt. Het park staat op de voorlopige lijst van Bhutan voor opname op de UNESCO-lijst.

## Locatie

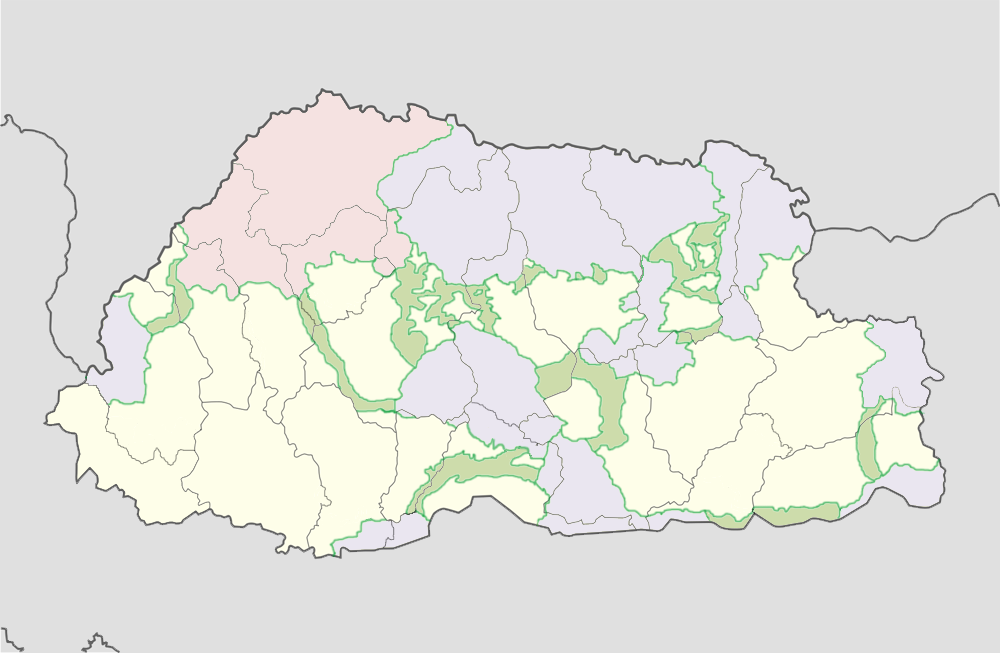
Locatie van het nationale park in roze weergegeven.

Het park beslaat bijna het hele district Gasa en daarnaast ook noordelijke gebieden van de districten Paro, Punakha, Thimphu en Wangdue Phodrang. 

## Flora en fauna

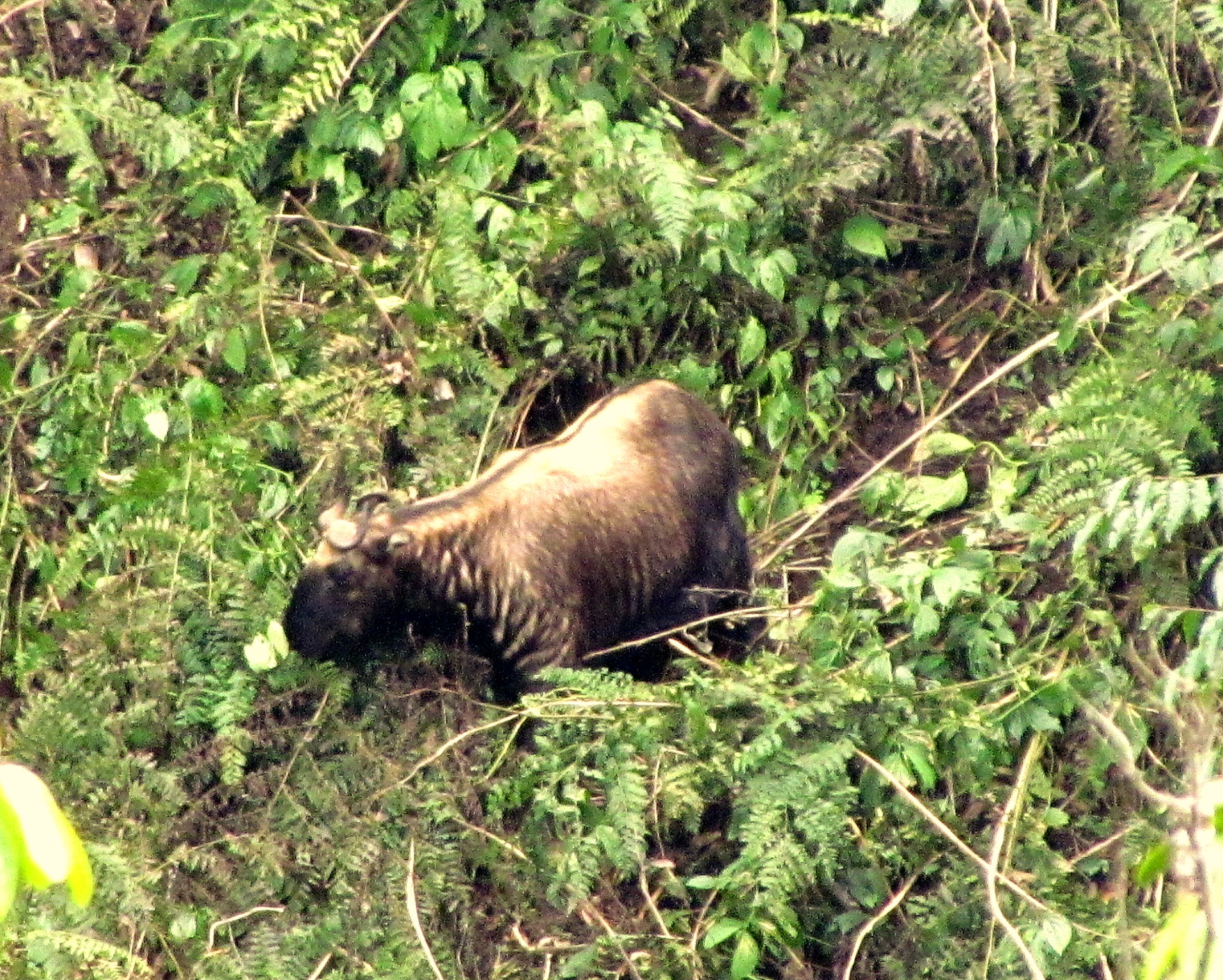
Bhutantakin in het park

Het park biedt bescherming voor 37 bekende zoogdiersoorten, waaronder enkele bedreigde soorten, zoals Bhutantakin, sneeuwluipaard, nevelpanter, Bengaalse tijger, blauwschaap, zwart muskushert, Himalaya zwarte beer, kleine panda, Ussuri wilde hond en gevlekte linsang. Daarnaast is het ook het thuis voor Indische panter, Himalayabosgems, sambar, muntjak, Himalayagoral, Himalayamarmot, Himalayafluithaas en meer dan 300 vogelsoorten. Het is het enige park in Bhutan waar het nationale dier (takin), bloem (Meconopsis gakyidiana), vogel (raaf) en boom (cipres) samen te vinden zijn.

## Cultuur
Jigme Dorji bevat ook plaatsen van culturele en economische betekenis. Mount Jomolhari en Mount Jitchu Drake worden vereerd als thuis van de plaatselijke godheid. De forten Lingshi Dzong en Gasa Dzong zijn plaatsen van historisch belang. De rivieren Mo Chhu, Wangdi Chhu en Paro Chhu ontspringen in de gletsjermeren in het park.

## Gletsjers
In het gebied bevinden zich enkele van de opmerkelijkste en gevaarlijkste gletsjers van Bhutan. Deze gletsjers zijn in de loop van de geschiedenis aanzienlijk gedooid en hebben dodelijke en destructieve overstromingen veroorzaakt door de uitbarsting van gletsjermeren. De belangrijkste gletsjers en gletsjermeren in het park zijn Thorthormi, Luggye en Teri Kang. Als de seizoenen het toelaten, werken tijdelijke kampen van arbeiders in het park om het waterpeil te verlagen en zo de dreiging van overstromingen stroomafwaarts te verminderen.

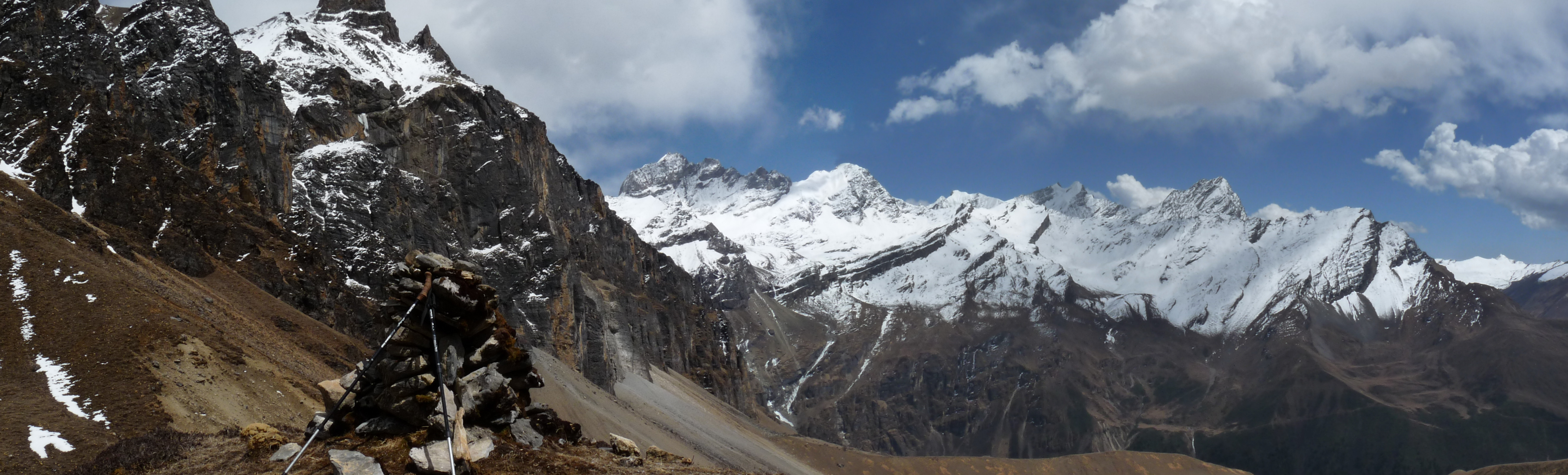
Himalayatoppen in het nationale park.